# Wopmay-Orogenese
Wopmay-Orogenese ist die geologische Bezeichnung für eine Gebirgsbildung am westlichen Rand des kanadischen Schilds. Das mittlerweile abgetragene Gebirge stammt aus dem Paläoproterozoikum (ca. 2000–1800 mya) auf dem Superkontinent Kenorland. Durch diese Auffaltung wurde eines der weltweit ältesten Gesteine – die Acasta-Gneise aus dem Hadaikum von 4030 mya – zutage befördert.
Die Gesteinsfolgen der Wopmay-Orogenese zeigen sich – weltweit einmalig – im nordwestlichen Kanada, am westlichen Rand des Kratons der noch älteren azoischen / archaischen Sklavenprovinz und bilden dort die Erdkruste und die Lithosphäre. Dementsprechend liefert dieses Gebiet eine räumliche und zeitliche Verbindung zwischen den archaischen Teilen der Nordwest-Territorien um Yellowknife mit seinen Diamanten-, Radium-, Silber- und Goldvorkommen und den phanerozoischen Kordilleren und zeigt die Entwicklung des nordwestlichen Nordamerika seit der Frühgeschichte der Erde auf.
Während der zwei Hauptstadien der Kollision der urzeitlichen Kontinentalplatten entstanden die tektonischen Gebiete des Hottah Lake 2000 mya, der heutige Nahanni-Nationalpark mit den Mackenzie Mountains 1840 mya, der vulkanische Bogen um den Großen Bärensee und die Fort-Simpson-Senke.
Die Erforschung der Subduktion durch das kanadische Projekt Lithoprobe-SNORCLE (Slave Northern Cordillera Lithospheric Evolution) erfolgt in Tiefen bis zu 100 km durch seismische Reflexion/Brechung und elektromagnetische Profile. Das Fort Simpson Becken ist bis zu 25 Kilometer tief, wird aber großteils unter dem dünnen westlichen sedimentären Beckens Kanadas begraben. Einige der flachen proterozoischen Schichten des Wopmay-Orogens reichen bis zu den Kordilleren und British Columbia.